# شور وال
 Shorewall  هو برنامج مفتوح المصدر و هو عبارة عن أداة لنظام التشغيل الحر لينكس.
يعتمد على Netfilter ( [إيبتبلس / ipchains ) نظام صلب نواة لينكس، مما يجعل من الأسهل لإدارة مشاريع التكوين أكثر تعقيدا
باستخدام القياس مفهومة للمبرمجين: Shorewall وإلى iptables، وقد كتبت بلغة البرمجة سي C

## روابط خارجية
- شور وال على موقع Open Hub (الإنجليزية)